# 27344 Vesevlada
27344 Vesevlada è un asteroide della fascia principale. Scoperto nel 2000, presenta un'orbita caratterizzata da un semiasse maggiore pari a 2,6376470 UA e da un'eccentricità di 0,1498013, inclinata di 2,92168° rispetto all'eclittica.